# Angelo Blackson
Angelo Blackson (geboren am 14. November 1992 in Wilmington, Delaware) ist ein American-Football-Spieler auf der Position des Defensive Ends. Er spielte zuletzt für die Arizona Cardinals in der National Football League (NFL) und College Football an der Auburn University. Er wurde 2015 von den Tennessee Titans in der 4. Runde des NFL Drafts ausgewählt.

## Karriere

### College
Blackson spielte College Football an der Auburn University von 2011 bis 2014.

### NFL

#### Tennessee Titans
Die Tennessee Titans wählten Blackson in der 4. Runde mit dem 100. Pick des NFL Drafts 2015.
Am 14. Mai 2015 unterschrieb Blackson seinen Rookie-Vertrag mit einer Laufzeit von vier Jahren und einem Gesamtvolumen von 2,85 Millionen US-Dollar, darunter ein Signing Bonus von 571.615 US-Dollar.
Am 2. September 2017 wurde Blackson von den Titans entlassen. Er kam in seiner Zeit bei den Titans auf 2,5 Sacks und 24 Tackles.

#### New England Patriots
Am 4. September 2017 unterschrieb Blackson bei den New England Patriots und war Teil des Practice Squads.

#### Houston Texans
Am 1. November 2017 wechselte Blackson vom Practice Squad der Patriots zu den Houston Texans.
Am 11. März 2019 unterschrieb Blackson eine Dreijahres-Verlängerung mit einem Volumen von 12 Millionen US-Dollar. In Woche 15 der Saison 2019 blockte er einen Field-Goal-Versuch beim 24:21-Sieg gegen die Titans und wurde daraufhin zum AFC Special Teams Player der Woche ernannt.
Am 5. September 2020 wurde Blackson von den Texans entlassen.

#### Arizona Cardinals
Am 8. September 2020 unterschrieb Blackson bei den Arizona Cardinals.

#### Chicago Bears
Im März 2021 einigte Blackson sich mit den Chicago Bears auf einen Zweijahresvertrag.

#### Baltimore Ravens
Am 24. Mai 2023 nahmen die Baltimore Ravens Blackson unter Vertrag. Am 29. August 2023 wurde er von den Ravens im Rahmen der Kaderverkleinerung auf 53 Spieler entlassen.

#### Jacksonville Jaguars
Zwei Tage nach seiner Entlassung in Baltimore nahmen die Jacksonville Jaguars Blackson am 31. August 2023 unter Vertrag.

#### Denver Broncos
Im April 2024 unterschrieb Blackson einen Einjahresvertrag bei den Denver Broncos. Er wurde vor Saisonbeginn im Rahmen der Kaderverkleinerung auf 53 Spieler im August 2024 entlassen.

#### Arizona Cardinals
Am 10. September 2024 nahmen die Arizona Cardinals Blackson in ihren Practice Squad auf.